# Бизмарк (Мисури)
Бизмарк (енгл. Bismarck) град је у америчкој савезној држави Мисури.

## Демографија
По попису из 2010. године број становника је 1.546, што је 76 (5,2%) становника више него 2000. године.
| Група             | 2000.         | 2010.         |
| Белци             | 1.450 (98,6%) | 1.506 (97,4%) |
| Афроамериканци    | 3 (0,2%)      | 4 (0,3%)      |
| Азијати           | 1 (0,1%)      | 1 (0,1%)      |
| Хиспаноамериканци | 3 (0,2%)      | 10 (0,6%)     |
| Укупно            | 1.470         | 1.546         |